# Fumiya Hayakawa
Fumiya Hayakawa (早川 史哉 Hayakawa Fumiya?, Niigata, 12 de enero de 1994) es un futbolista japonés. Juega de defensa y su equipo es el Albirex Niigata de Japón.

## Trayectoria

### Clubes
| Club            | País  | Año   |
| --------------- | ----- | ----- |
| Albirex Niigata | Japón | 2016  |
| Albirex Niigata | Japón | 2018- |